# Мініатюра (комп'ютерна графіка)
Зобра́ження попере́днього пере́гляду (англ. Thumbnail) — зменшене представлення файлу у вигляді графічної оболонки, яке у великих кількостях надає перевагу зручного перегляду. Візуальні пошукові машини та програми організації зображень зазвичай використовують їх, а також сучасні середовища робочого столу, такі як KDE та GNOME.